# Jaekelopterus
Il jaekelottero (Jaekelopterus rhenaniae) è un artropode estinto, appartenente agli euripteridi (o scorpioni di mare). Visse nel Devoniano inferiore (circa 390 milioni di anni fa), i suoi resti sono stati rinvenuti in Germania.

## Descrizione
Con una lunghezza stimata di circa 2,7 metri, questo animale è uno dei più grandi artropodi mai scoperti, insieme all’Arthropleura, simile a un millepiedi. Nonostante fosse uno “scorpione di mare”, il jaekelottero era probabilmente un abitatore dei laghi e dei fiumi e non viveva in acque salate. Come molti altri euripteridi, anche questo animale era uno dei massimi predatori del suo habitat: due lunghi cheliceri (parti dell'apparato masticatore simili a pinze) si protendevano di fronte al capo dell'animale e con essi afferrava i pesci corazzati che nuotavano. Un animale a esso simile, anche se di dimensioni leggermente minori, era il ben noto Pterygotus.

## Ritrovamenti

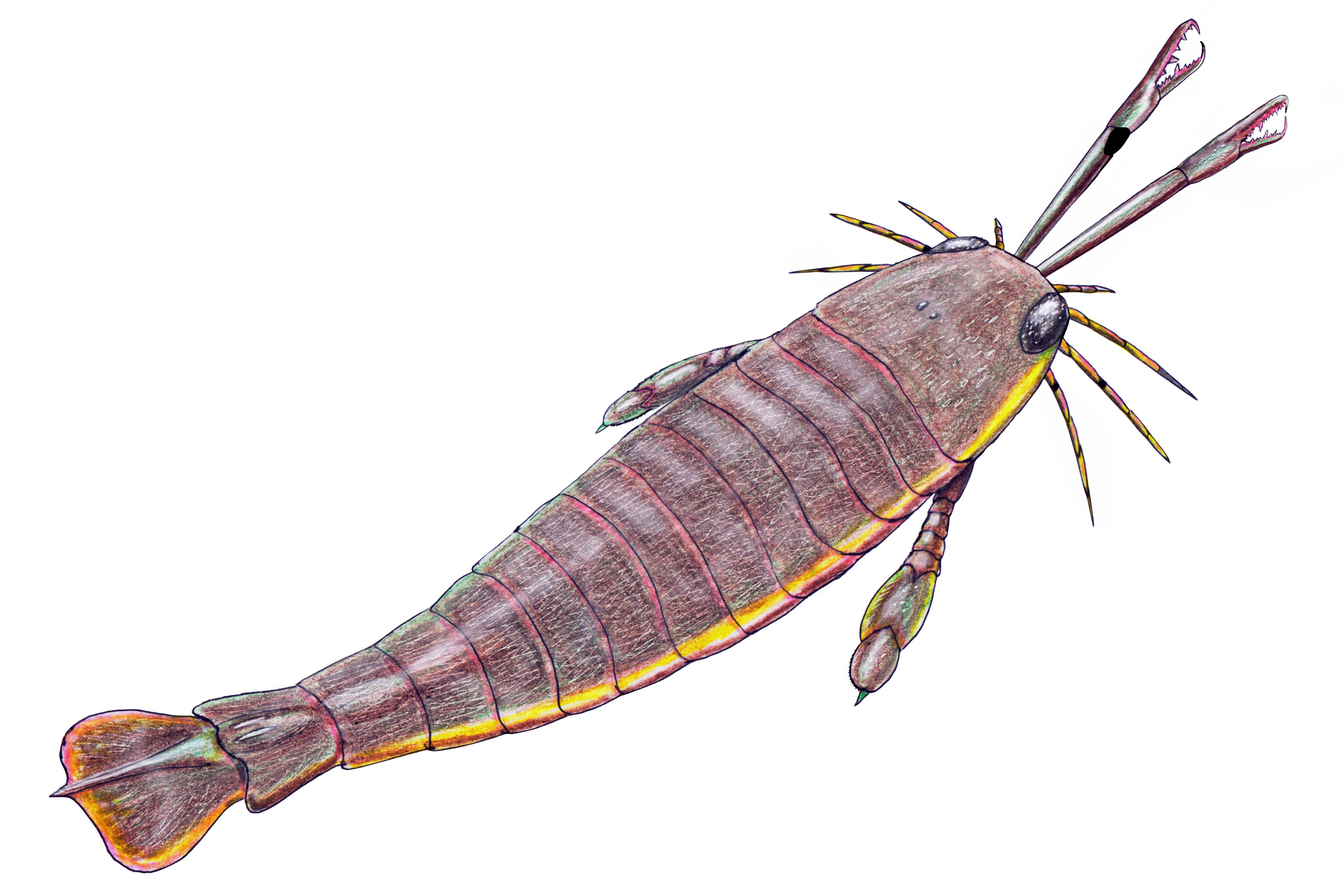
Ricostruzione di Jaekelopterus rhenaniae

Nel novembre del 2007 Simon Braddy e Markus Poschmann descrissero il ritrovamento di cheliceri lunghi 46 centimetri nella formazione Klerf. Le proporzioni dell'animale intero, basate su questi resti, erano davvero gigantesche.